# Gabriela Habsbursko-Lotrinská
Gabriela Habsbursko-Lotrinská (německy Gabriela von Habsburg-Lothringen, * 14. října 1956, Lucemburk) je rakouská arcivévodkyně habsbursko-lotrinská, německá sochařka a profesorka umění. Má německé a gruzínské občanství, trvale žije v Bavorsku, poblíž Starnberského jezera. Tvoří především abstraktní skulptury z ušlechtilé oceli, ale částečně též grafiky a litografie. V roce 2007 získala gruzínské občanství a od roku 2009 je velvyslankyní Gruzie v Německu. Je vnučka rakouského císaře Karla I.

## Vzdělání, osobní vývoj a politická činnost
Po maturitě roku 1976 v Tutzingu (Bavorsko) studovala v letech 1976–1978 filosofii na Mnichovské univerzitě a následně v letech 1978–1982 umění na Akademii výtvarného umění v Mnichově (Akademie der bildenden Künste in München) u Roberta Jacobsena a Eduarda Paolozziho.
V roce 2001 získala profesuru na Akademii umění Tbilisi, Gruzie a v letech 2001 až 2005 podepsala učitelskou smlouvu na Letní akademii v Neustadt an der Donau. Od roku 2005 také smlouvu na Akademii Bad Reichenhall. Vedle toho vyučuje od roku 2004 umění na BOS Scheyern.
Dne 26. května 2007 jí gruzínský prezident Michail Saakašvili udělil gruzínské občanství.
6. listopadu 2009 bylo v gruzínském parlamentu schváleno jmenování Gabriely Habsbursko-Lotrinské do funkce velvyslankyně Gruzie ve Spolkové republice Německo. Od 22. března 2010 do r. 2013 byla Gabriela Habsbursko-Lotrinská německým Zahraničním úřadem akreditována jako velvyslankyně; tehdy žila přes týden v Berlíně a na víkendy se vracela do svého sídla v Bavorsku na Štarnberském jezeře. Od března 2010 rovněž zastupovala Gruzii v Mezinárodní radě jednoty Rakouské zahraniční služby.

## Rodina
Gabriela Habsbursko-Lotrinská je čtvrtým potomkem Oty Habsburského (1912–2011) a Reginy Sasko-Meinigenské (1925–2010). Gabriela se vdala za německého právníka Christiana Meistera (* 1. září 1954) civilně 30. srpna 1978 v Pöckingu a církevně 5. září 1978 v St. Odile. V roce 1997 se rozvedli a manželství bylo kanonicky anulováno. Gabriela byla jediná ze sedmi dětí svých rodičů, jejíž manžel neměl titul, ani neměl aristokratický původ. Spolu mají tři děti (1 syna a 2 dcery):
- Severin Meister (* 9. leden 1981)
- Lioba Meister (* 20. srpen 1983)
- Alene Meister (* 7. září 1986)

Po smrti své matky převzala Gabriela Habsbursko-Lotrinská v únoru 2010 její úřad velmistryně Řádu hvězdového kříže, který je spojen s titulem Nejvyšší strážkyně řádu.

## Stálé výstavy a zastoupení
- od roku 1989 Autoren Galerie 1, Mnichov
- od roku 1989 Susan Conway Carrol Galery, Washington D.C., USA
- od roku 2000 Galerie Leupi, Zofingen, Švýcarsko

## Výstavy
Gabriela Habsbursko-Lotrinská měla a má ročně více výstav v různých státech Evropy a USA. Od roku 1990 je též výrazně aktivní v někdejších komunistických zemích.

## Veřejné dražby a prodej
- 2000 město Tbilisi, Gruzie
- 1999 město Betlém, Palestina
- 1998 sochařský park Sárospatak, Maďarsko
- 1998 galerie Murska Sobota, Slovinsko
- 1998 City Museum of Skopje, Makedonie
- 1997 Městská galerie, Budapešť
- 1997 Gemeinde Hesperingen, Lucemburk
- 1997 Město Letenye, Maďarsko
- 1996 Museum Würth, Künzelsau
- 1995 Univerzita Salzburg, Rakousko
- 1995 Museum zahraničního umění, Riga, Lotyšsko
- 1994 Ernst Museum, Budapešť, Maďarsko
- 1994 Muzeum Achmatova, St. Petěrburk
- 1994 Museion Bozen, Bolzano, Itálie
- 1994 Voest Alpine MCE, Linec
- 1992 Město Veszprém, Maďarsko
- 1992 Lankó Dezsö Múzeum Veszprém, Maďarsko
- 1990 National Academy of Science, Washington
- 1985 Museum Ferdinandeum, Innsbruck

## Ocenění
- 1991 Stipendium na výtvarné umění a architekturu Sudetoněmeckého zemského spolku
- 1995 Umělecká cena Masarykovy akademie umění
- 1996 Pomník k otevření hranic u Sopronu
- 2000 Umělecká cena Unie evropského umění
- od roku 1994 tvorba filmového ocenění „MediaNet-Award“
- od roku 1996 tvorba filmového ocenění „VFF TV-Movie Award“
- od roku 1997 tvorba filmového ocenění „High Hopes Award“
- od roku 1997 tvorba filmového ocenění „CineMerit Award“
- od roku 1998 tvorba filmového ocenění „Deutscher Filmschulpreis“

## Vývod z předků
|                               |                                |  |                             |                                        |  |  |  |  |  |  |  | Karel Ludvík Rakousko-Uherský |
|                               |                                |  |                             |                                        |  |  |  |  |  |  |  |                               |
|                               | Ota František Josef            |  |                             |                                        |  |  |  |  |  |  |  |                               |
|                               |                                |  |                             |                                        |  |  |  |  |  |  |  |                               |
|                               |                                |  |                             | Marie Annunziata Neapolsko-Sicilská    |  |  |  |  |  |  |  |                               |
|                               |                                |  |                             |                                        |  |  |  |  |  |  |  |                               |
|                               | Karel I.                       |  |                             |                                        |  |  |  |  |  |  |  |                               |
|                               |                                |  |                             |                                        |  |  |  |  |  |  |  |                               |
|                               |                                |  |                             | Jiří I. Saský                          |  |  |  |  |  |  |  |                               |
|                               |                                |  |                             |                                        |  |  |  |  |  |  |  |                               |
|                               | Marie Josefa Saská             |  |                             |                                        |  |  |  |  |  |  |  |                               |
|                               |                                |  |                             |                                        |  |  |  |  |  |  |  |                               |
|                               |                                |  |                             | Marie Anna Portugalská                 |  |  |  |  |  |  |  |                               |
|                               |                                |  |                             |                                        |  |  |  |  |  |  |  |                               |
|                               | Otto von Habsburg              |  |                             |                                        |  |  |  |  |  |  |  |                               |
|                               |                                |  |                             |                                        |  |  |  |  |  |  |  |                               |
|                               |                                |  |                             | Karel III. Parmský                     |  |  |  |  |  |  |  |                               |
|                               |                                |  |                             |                                        |  |  |  |  |  |  |  |                               |
|                               | Robert I. Parmský              |  |                             |                                        |  |  |  |  |  |  |  |                               |
|                               |                                |  |                             |                                        |  |  |  |  |  |  |  |                               |
|                               |                                |  |                             | Luisa Marie Terezie z Artois           |  |  |  |  |  |  |  |                               |
|                               |                                |  |                             |                                        |  |  |  |  |  |  |  |                               |
|                               | Zita Bourbonsko-Parmská        |  |                             |                                        |  |  |  |  |  |  |  |                               |
|                               |                                |  |                             |                                        |  |  |  |  |  |  |  |                               |
|                               |                                |  |                             | Michal I. Portugalský                  |  |  |  |  |  |  |  |                               |
|                               |                                |  |                             |                                        |  |  |  |  |  |  |  |                               |
|                               | Marie Antonie Portugalská      |  |                             |                                        |  |  |  |  |  |  |  |                               |
|                               |                                |  |                             |                                        |  |  |  |  |  |  |  |                               |
|                               |                                |  |                             | Adelaida Löwenstein-Wertheim-Rosenberg |  |  |  |  |  |  |  |                               |
|                               |                                |  |                             |                                        |  |  |  |  |  |  |  |                               |
| Gabriela Habsbursko-Lotrinská |                                |  |                             |                                        |  |  |  |  |  |  |  |                               |
|                               |                                |  |                             |                                        |  |  |  |  |  |  |  |                               |
|                               |                                |  | Jiří II. Sasko-Meiningenský |                                        |  |  |  |  |  |  |  |                               |
|                               |                                |  |                             |                                        |  |  |  |  |  |  |  |                               |
|                               | Bedřich Jan Sasko-Meiningenský |  |                             |                                        |  |  |  |  |  |  |  |                               |
|                               |                                |  |                             |                                        |  |  |  |  |  |  |  |                               |
|                               |                                |  |                             | Feodora z Hohenlohe-Langenburgu        |  |  |  |  |  |  |  |                               |
|                               |                                |  |                             |                                        |  |  |  |  |  |  |  |                               |
|                               | Jiří Sasko-Meiningenský        |  |                             |                                        |  |  |  |  |  |  |  |                               |
|                               |                                |  |                             |                                        |  |  |  |  |  |  |  |                               |
|                               |                                |  |                             | Arnošt z Lippe-Biesterfeldu            |  |  |  |  |  |  |  |                               |
|                               |                                |  |                             |                                        |  |  |  |  |  |  |  |                               |
|                               | Adéla z Lippe-Biesterfeldu     |  |                             |                                        |  |  |  |  |  |  |  |                               |
|                               |                                |  |                             |                                        |  |  |  |  |  |  |  |                               |
|                               |                                |  |                             | Karolina z Wartenslebenu               |  |  |  |  |  |  |  |                               |
|                               |                                |  |                             |                                        |  |  |  |  |  |  |  |                               |
|                               | Regina Sasko-Meiningenská      |  |                             |                                        |  |  |  |  |  |  |  |                               |
|                               |                                |  |                             |                                        |  |  |  |  |  |  |  |                               |
|                               |                                |  |                             | Maximilian Friedrich von Korff         |  |  |  |  |  |  |  |                               |
|                               |                                |  |                             |                                        |  |  |  |  |  |  |  |                               |
|                               | Alfréd von Korff               |  |                             |                                        |  |  |  |  |  |  |  |                               |
|                               |                                |  |                             |                                        |  |  |  |  |  |  |  |                               |
|                               |                                |  |                             | Gabrielle von Mirbach-Kosmanos         |  |  |  |  |  |  |  |                               |
|                               |                                |  |                             |                                        |  |  |  |  |  |  |  |                               |
|                               | Klára Marie von Korff          |  |                             |                                        |  |  |  |  |  |  |  |                               |
|                               |                                |  |                             |                                        |  |  |  |  |  |  |  |                               |
|                               |                                |  |                             | Richard von Hilgers                    |  |  |  |  |  |  |  |                               |
|                               |                                |  |                             |                                        |  |  |  |  |  |  |  |                               |
|                               | Helena von Hilgers             |  |                             |                                        |  |  |  |  |  |  |  |                               |
|                               |                                |  |                             |                                        |  |  |  |  |  |  |  |                               |
|                               |                                |  |                             | Agnes Zernentsch                       |  |  |  |  |  |  |  |                               |
|                               |                                |  |                             |                                        |  |  |  |  |  |  |  |                               |